# Albert A. Bliss
Albert Asahel Bliss (* 25. März 1812 in Canton, Connecticut; † 14. Mai 1893 im Leoni Township, Michigan) war ein US-amerikanischer Jurist, Zeitungsherausgeber und Politiker. Er saß in der Ohio General Assembly und war fünf Jahre lang Treasurer of State von Ohio. Der Kongressabgeordnete Philemon Bliss war sein jüngerer Bruder.

## Werdegang
Albert Asahel Bliss, Sohn von Lydia Griswold und Asahel Bliss, wurde ungefähr drei Monate vor dem Ausbruch des Britisch-Amerikanischen Krieges im Hartford County geboren. Über seine Kindheit ist nichts bekannt. Im Alter von 14 Jahren begann er das Oneida Institute in Whitestown (New York) zu besuchen. Nach seinem Abschluss war Bliss dann in Whitestown als Stuhlhersteller sowie Haus- und Schildermaler tätig. Er sparte sein Geld zusammen, um nach Westen zu gehen. 1833 kam er in Elyria (Ohio) an, wo er in der Folgezeit Jura in der Kanzlei von Whittlesey & Hamlin studierte und den Ohio Atlas herausgab. Seine Zulassung als Anwalt in Cleveland (Ohio) erhielt er im September 1835. Bliss praktizierte dort als Anwalt und gab die Daily Gazette heraus. 1837 kehrte er nach Elyria zurück, wo er die nächsten zehn Jahre als Anwalt praktizierte.
Er wurde in dieser Zeit dreimal als Whig in das Repräsentantenhaus von Ohio gewählt. Seine Amtszeiten waren von der Wirtschaftskrise von 1837 überschattet. Die Legislative wählte ihn Anfang 1847 zum Treasurer of State von Ohio. Seine dreijährige Amtszeit war vom Mexikanisch-Amerikanischen Krieg überschattet. 1850 erfolgte seine Wiederwahl. Die Wähler in Ohio verabschiedeten 1851 eine neue Verfassung, welche die Amtszeit des Treasurer of State auf zwei Jahre begrenzte und das Amt durch die Wähler wählbar machte. Bei der Wahl 1851 erlitt Bliss eine Niederlage gegenüber dem Demokraten John G. Breslin. Bliss bekleidete den Posten bis zum zweiten Montag im Januar 1852.
Ende 1852 kehrte er nach Elyria zurück, wo er bis 1863 verblieb. 1875 wurde sein Nachfolger beschuldigt große Summen der Finanzbehörde veruntreut zu haben. Infolgedessen beschuldigte er Bliss eines ähnlichen Verbrechens. Bliss hat es geschafft sich selbst zu verteidigen und nicht bestraft zu werden. Während des Bürgerkrieges zog er 1863 nach Jackson (Michigan). Dort berief ihn der Gouverneur John J. Bagley zum Aufseher im Jackson State Prison. Drei Jahre später wurde er in die Schulbehörde gewählt. Bliss trat 1876 als republikanischer Kandidat für den Posten als Nachlassrichter an. Sein Gegner gewann die Wahl mit 45 Stimmen Mehrheit.

## Familie
Albert Asahel Bliss heiratete am 30. Dezember 1835 Almira J. Beebe in Elyria, welche ursprünglich aus Whitestown (New York) kam. Das Paar hatte fünf Kinder.